# Grupo simples
Na teoria dos grupos, um ramo da matemática, um grupo simples é um grupo que tem exatamente dois subgrupos normais: ele próprio e o subgrupo do elemento neutro.
Por exemplo, para n > 2, os grupos Zn são simples se, e somente se, n é um número primo.
Grupos simples surgiram no problema da resolução da equação do quinto grau; o fato de que equações do segundo, terceiro e quarto graus serem resolvidas por radicais, mas equações de grau maior não, deriva do fato que os grupos An das permutações pares serem simples para n > 4.
Esses grupos desempenham um papel parecido ao dos números primos nos naturais uma vez que todos os grupos podem ser decompostos em grupos simples.